# Barbara Ganz
Barbara Ganz (Schlatt, 28 de julio de 1964) es una deportista suiza que compitió en ciclismo en la modalidad de pista, especialista en las pruebas de persecución individual y puntuación.
Ganó siete medallas en el Campeonato Mundial de Ciclismo en Pista entre los años 1986 y 1992.

## Medallero internacional
| Campeonato Mundial | Campeonato Mundial                | Campeonato Mundial | Campeonato Mundial     |
| Año                | Lugar                             | Medalla            | Competición            |
| ------------------ | --------------------------------- | ------------------ | ---------------------- |
| 1986               | Colorado Springs (Estados Unidos) | Medalla de bronce  | Persecución individual |
| 1988               | Gante (Bélgica)                   | Medalla de plata   | Puntuación             |
| 1988               | Gante (Bélgica)                   | Medalla de plata   | Persecución individual |
| 1989               | Lyon (Francia)                    | Medalla de plata   | Puntuación             |
| 1989               | Lyon (Francia)                    | Medalla de bronce  | Persecución individual |
| 1990               | Maebashi (Japón)                  | Medalla de bronce  | Persecución individual |
| 1992               | Valencia (España)                 | Medalla de plata   | Puntuación             |

## Palmarés en ruta
1987
- Gran Premio Cham-Hagendorn

1988
- Gran Premio Cham-Hagendorn